# Гюльшен

## Біографія
Народилася 29 травня 1976 року в стамбульському районі Фатіх у сім'ї вихідців з Орду . Була молодшою із трьох дітей. Батько Гюльшен, Аслан Байрактар, був інженером, мати, Німет Байрактар, - домогосподаркою. Закінчила ліцей Шехреміні. Після цього вступила в Стамбульський технічний університет, але незабаром почала виступати і кинула навчання.
У 1995 році її виступ привернув увагу, і вона уклала контракт з «Raks Müzik». У 1996 році Гюльшен випустила свій перший альбом «Be Adam». Він приніс їй популярність, але співачка вважала за краще перервати на певний період кар'єру, і присвятити себе особистому житті. У 2004 році четвертий студійний альбом Гюльшен став в Туреччині хітом, а однойменний сингл отримав премію газети « Hürriyet » «Золотий метелик», а також премію « Turkey Music Awards ».
Музичні критики високо оцінюють співочий голос Гюльшен, також вона сама пише пісні, не тільки для себе, але й для інших співаків. У 2015 році Гюльшен мала найбільшу кількість переглядів на «Ютуб» серед співаків, а через рік - першою турецькою співачкою, яка набрала більше 200 мільйонів переглядів на «Ютуб». Протягом своєї кар'єри вона завоювала безліч нагород, в тому числі 6 премій «Золотий Метелик» і 9 «Kral Turkey Music Awards».